# Artaxa pentatoxa
Artaxa pentatoxa är en fjärilsart som beskrevs av Collenette 1930. Artaxa pentatoxa ingår i släktet Artaxa och familjen tofsspinnare. Inga underarter finns listade i Catalogue of Life.